# Kasteel Reesinghe

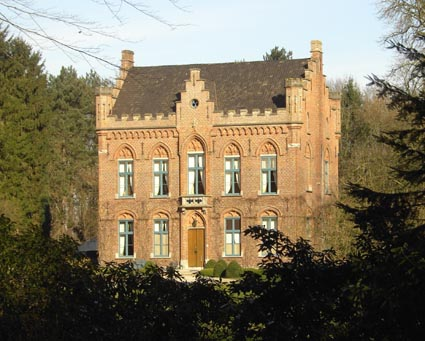
Kasteel Reesinghe

Kasteel Reesinghe is een landhuis in de Oost-Vlaamse plaats Maldegem, gelegen aan de Brugse Steenweg 181.

## Geschiedenis
Op deze plaats bevond zich de zetel van de heerlijkheid Maldegem, die ook Adegem en Sint-Laureins omvatte. De heren waren telgen van de familie Van Maldegem, tot 1483, toen de heerlijkheid door koop aan de familie Van Halewijn kwam, en vervolgens aan de families van Claerhout, Vilain, Zuniga y Mendoza en De Fonseca y Ayala. Uiteindelijk kwam de heerlijkheid aan het Huis Croÿ. In Flandria Illustrata (1641) was sprake van een renaissancegebouw, en omstreeks 1700 sprak men van een schoon casteel, hoven, schuren, bosschen, meerschen, landen ende velderijen en pitterijen, ghenaemt de stede van reesyn. Tot eind 18e eeuw werd het kasteel herhaaldelijk verwoest en heropgebouwd, maar in de 19e eeuw verviel het tot een ruïne.

## Huidig gebouw
In 1858 werd op het kasteeldomein, in opdracht van Charles-Honoré Pecsteen (1789-1873), een landhuis gebouwd naar ontwerp van Eugène Carpentier. Het betrof een bakstenen neogotisch bouwwerk in strenge symmetrie en met kasteelachtige elementen (kantelen, arkeltorentjes). Dit is het huidige bouwwerk. Er zijn enkele bijgebouwen, namelijk een koetshuis en paardenstallen. Ook werd op het terrein een neogotische kapel gebouwd, eveneens in opdracht van Charles Pecsteen.
Ten oosten van het landhuis bevindt zich de site van het oorspronkelijke kasteel, waarvan een motte rest binnen een halfcirkelvormige omgrachting. Hier is ook een ijskelder, tegenwoordig een vleermuiskelder. Ten noorden daarvan vindt men een rechthoekige omgrachting van de plaats waar het latere kasteel heeft gestaan, en dat toegankelijk is via een neogotische brug.
Het huidige kasteeldomein beslaat 6 hectare, en een aantal dreven lopen naar en door dit domein. Ook is er een warandebos, begin 19e eeuw werd ontbost maar einde 19e eeuw werd herbebost.
In 2024 werd 18 hectare woonuitbreidingsgebied in en rond het bos van Reesinghe omgezet naar agrarisch gebied, waardoor dit in de toekomst niet bebouwd mag worden.
1. ↑  https://www.hln.be/maldegem/kogel-is-door-de-kerk-in-reesinghe-bij-maldegem-zal-nooit-gebouwd-mogen-worden-na-drie-jaar-halen-we-eindelijk-onze-slag-thuis~a0c737b1/